# Rod Price
Rod Price (ur. 22 stycznia 1947 w Londynie, zm. 22 marca 2005 w Wilton, New Hampshire) – brytyjski muzyk rockowy, gitarzysta zespołu Foghat.
Dołączył do zespołu Foghat krótko po jego założeniu w 1975; odszedł w 1980 i został zastąpiony przez Teda McDowella. Współpracował m.in. z Muddy Watersem i Johnem Lee Hookerem. Wydał dwa albumy solowe Open (2002) i West Four (2003).